# Csehsüvegboltozat

Csehsüvegboltozat

A csehsüvegboltozat gömbsüvegből származtatott boltozatforma. A süvegből lemetszik az alapkörébe írható, tetszőleges méretű négyszög vagy egyéb sokszög oldalaira állított síkokon kívül eső részeket.
Hasonlít a csehboltozatra, de a sarokpontok az alapkörön (alapellipszisen) belül helyezkednek el. Ezért a sarokpontok fölé nagyobb kupola, forgási ellipszoid kerül, így a csehsüvegboltozat felülete a csehboltozaténál laposabb, és ezért jobban megfelel a hosszúkás közbülső helyiségek lefedésére.
A gömbből származtatott csehsüvegboltozat homlokívei körszeletek; magasságuk a csehboltozaténál jóval kisebb. Szabályos és szabálytalan négy- vagy sokszögű terek lefedésére egyaránt alkalmas. A barokk építészet általánosan alkalmazott fedőszerkezete, mert egymás melletti terek, illetve térszakaszok fölött sorozatosan, mintadeszkázat nélkül építhető.